# Georges Frédéric Petitpierre
Georges Frédéric Petitpierre (* 21. Oktober 1791 in Neuenburg; † 14. September 1883 in Saint-Aubin, heute Saint-Aubin-Sauges) war ein Diplomat im preussischen Dienst und Schweizer Politiker.

## Biografie
Georges Frédéric Petitpierre ist der Sohn von Jean-Frédéric Petitpierre, Maires von Les Verrières, und Charlotte de Rougemont. Er hat eine Schwester namens Sophia Françoise (* 1799 - † 8. Feb 1861).
Seine Mutter ist das 13. Kind des Inhabers eines Land- sowie Weinguts und Staatsrat, François Antoine de Rougemont (* 1. August 1713 in Neuenburg; † 9. Juni 1788 in Saint-Aubin), und dessen Ehefrau Henriette (geb. de Montmollin) (* 22. Februar 1719 in Neuenburg;23. September 1788 in Saint-Aubin). Sein Onkel mütterlicherseits ist somit der Schweizer Jurist und Politiker Georges de Rougemont.
Er besuchte vorerst die Schule in Neuenburg, dann ab 1809 in Zürich. Georges Frédéric studierte an der Universität Heidelberg Rechtswissenschaften. 1811 wurde er Mitglied des Corps Helvetia Heidelberg.
Nach Abschluss des Studiums trat er in den diplomatischen Dienst des Königreichs Preussen, wo er als Sekretär und Legationsrat in Turin, Madrid und Den Haag tätig war. Nach seinem Ausscheiden aus den preussischen Diensten im Jahre 1832 wurde er Staatsrat des Inneren im Fürstentum Neuenburgs und gehörte von 1832 bis 1848 als Abgeordneter dem Corps législatif an. Nach dem Scheitern des Aufstands der Royalisten in Neuenburg im Jahre 1856, zu dessen Anführern er gehört hatte, zog er sich ins Privatleben zurück und verfasste seine unten zitierten Erinnerungen.
Mit dem Ausscheiden aus dem preussischen Staatsdienst im Jahre 1832 erhielt er vom preussischen König den Titel eines Grafen von Wesdehlen.

## Familie
Am 6. September 1832 heiratet er Hermine Luise Amalie Truchsess von Waldburg-Capustigall (* 13. Juni 1805; † 23. September 1872). Sie ist die zweite von fünf Töchtern von Friedrich Ludwig III. Truchsess zu Waldburg (* 25. Oktober 1776; † 18. August 1844) und seiner Frau Prinzessin Maria Antonia von Hohenzollern-Hechingen (* 8. Februar 1781; † 25. Dezember 1831).
Aus dieser Ehe gingen zwei Söhne hervor:
- Graf Ludwig Friedrich von Wesdehlen (* 29. Juli 1833; † 19. April 1904) ⚭ Augusta Alexandrine de Pourtales
- Graf Hermann von Wesdehlen (* 14. März 1837; † 25. Juli 1899)[4]  ⚭ Cäcilia Elisabeth de Pourtales (Augustas Schwester)

Die Schwiegertöchter Augusta (* 1850) und Cäcilia (* 1848), stammen aus dem Haus Pourtalès. Zwei ihrer Brüder sind der Landschaftsmaler Auguste de Pourtalès und der Segler Hermann de Pourtalès.

## Schriften
- Récit des événements de septembre 1856 dans le pays de Neuchâtel, 1858